# جاده روپشینسکویه

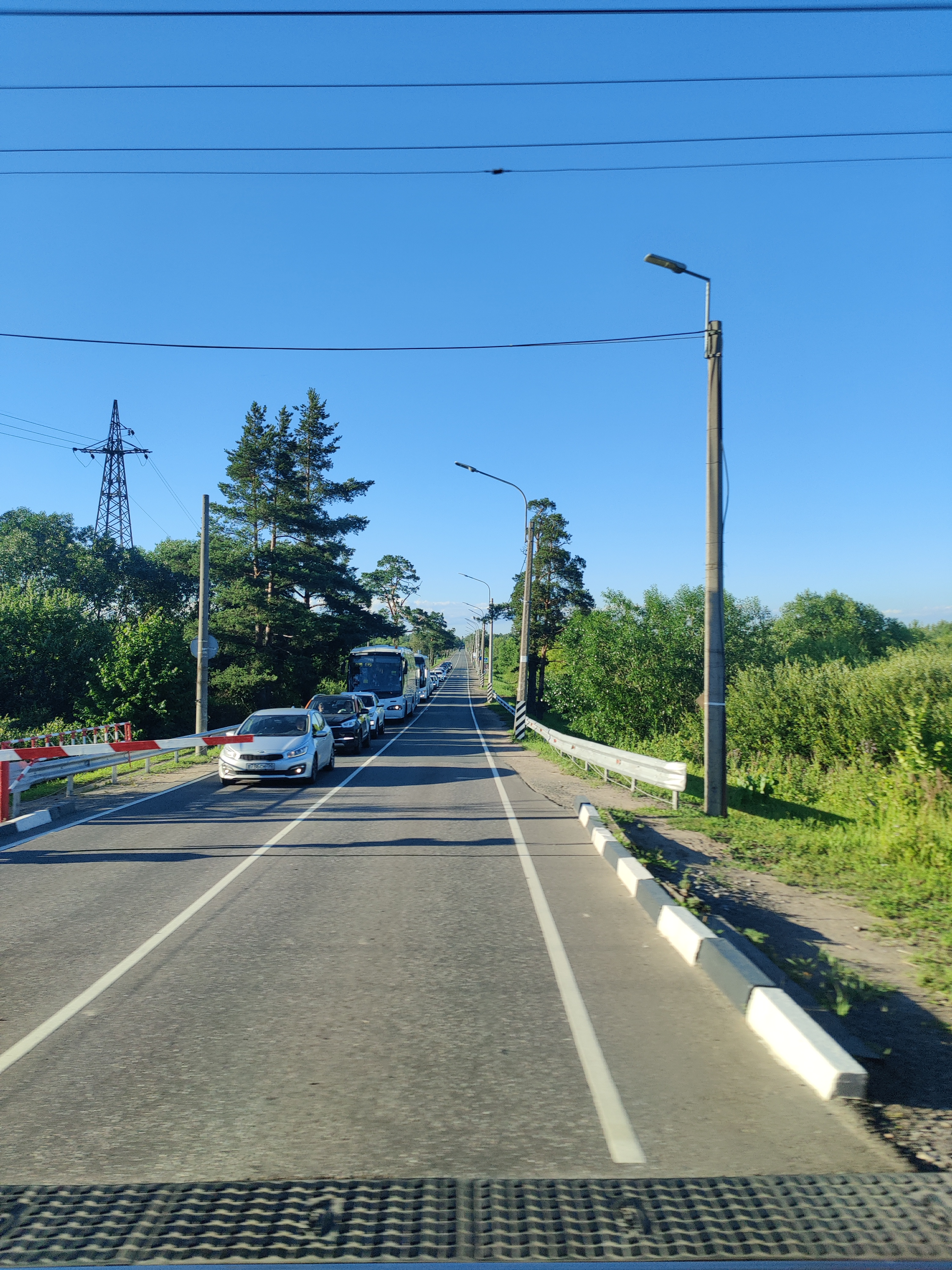

بزرگراه روپشینسکویه (به روسی: Ропшинское шоссе) شوسه‌ای در شهر پتروگوف، واقع در منطقه پتردورتسوفی سن‌پترزبورگ است. این بزرگراه از بزرگراه سن‌پترزبورگ شروع شده و تا مرز استان لنینگراد ادامه دارد.
نام این بزرگراه در قرن نوزدهم میلادی پدید آمد و دلیل نام‌گذاری آن، مسیر بزرگراه به سمت روستای روپشا در منطقه لومونوسف استان لنینگراد است.
بزرگراه روپشینسکویه ادامه‌ای از خیابان اصلی عمارت زنامنکا است که از محور مرکزی کاخ دوک بزرگ نیکولای نیکولایویچ آغاز می‌شود.
این شوسه از محله‌های تاریخی روستای دومین و کراسنیه زوری عبور می‌کند.

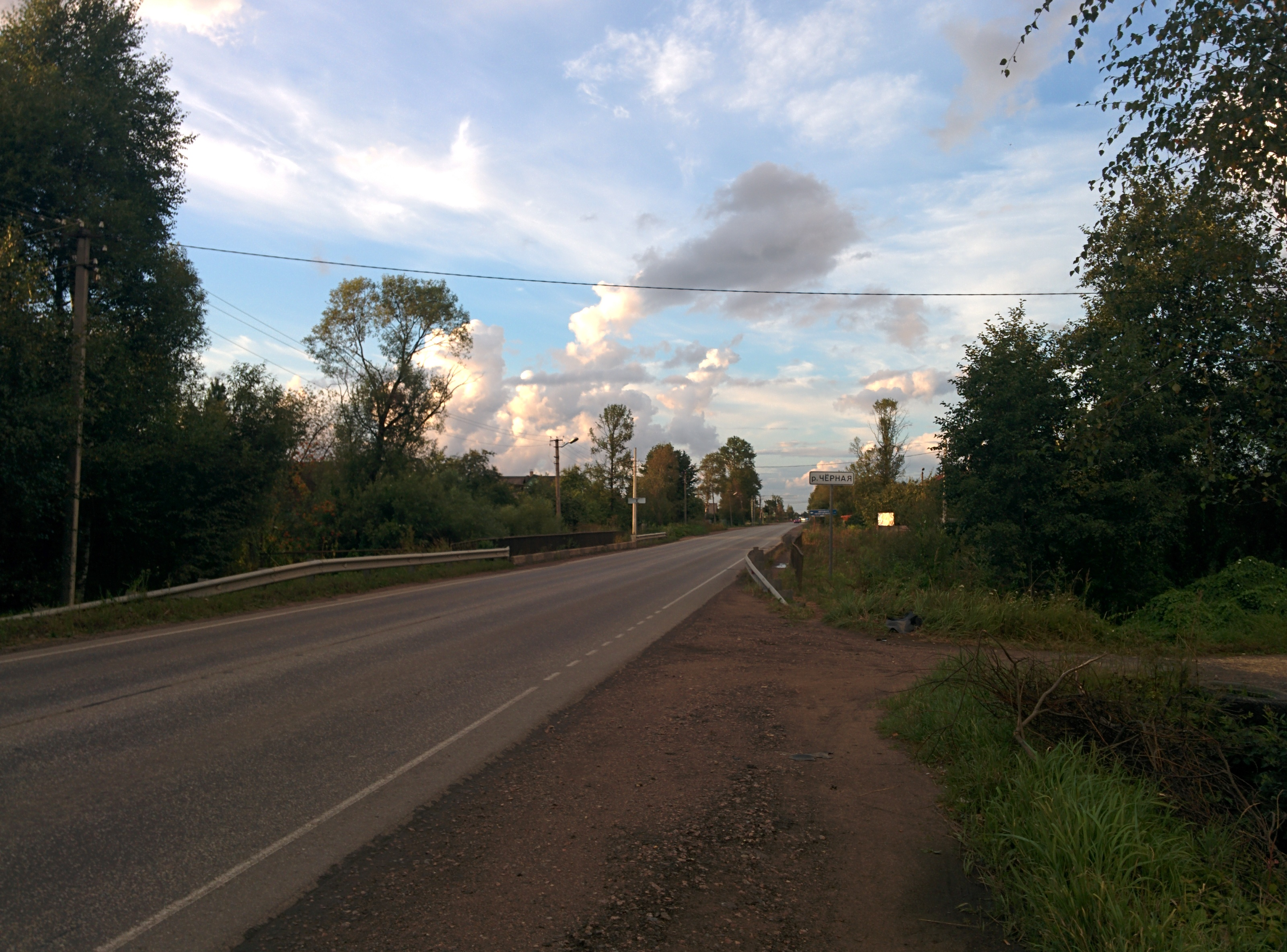
بزرگراه روپشینسکویه در مارینو

در استان لنینگراد، امتداد این جاده از روستاهای مارینو و ولیگونتی عبور می‌کند. در منطقه باغبانی «روپشای جدید» (پیش از پل روی رودخانه استرلکا) این بزرگراه با زاویه‌ای تند به جاده الگو:Табличка-ru (استرلنا – کیپن، «بزرگراه استرلنا») متصل شده و به سمت جاده الگو:Табличка-ru (الگو:Табличка-eu) «ناروا» ادامه می‌یابد.
از پاییز ۲۰۰۸ تا مه ۲۰۰۹، بازسازی روشنایی خیابانی در بخش کراسنیه زوری انجام شد که شامل تعویض تیرهای چراغ برق و چراغ‌ها بود.
در سال ۲۰۲۳، برنامه‌هایی برای بازسازی بزرگراه روپشینسکویه اعلام شد. در بخش از بزرگراه سن‌پترزبورگ تا تقاطع راه‌آهن، جاده جدید چهارخطه‌ای در شرق مسیر فعلی ساخته خواهد شد. این تصمیم به دلیل حفظ کاشت‌های تاریخی درختان کاج در کنار جاده اتخاذ شده است. میان کاج‌ها و مسیر جدید، نواری محافظ از گل رز وحشی ایجاد خواهد شد. در محل مسیر قدیمی، یک جاده مخصوص پیاده‌روی و دوچرخه‌سواری ساخته می‌شود. در محل تقاطع راه‌آهن، پل روگذر ایجاد خواهد شد که اتصال با خیابان دمین بدنی و امتداد پیشنهادی خیابان یوتا بونداروفسکایا را فراهم می‌کند. جنوب تقاطع، جاده جدید به محور قدیمی بازخواهد گشت. در بخش از تقاطع تا مرز استان لنینگراد، بزرگراه به چهار خط گسترش می‌یابد و دو خط جدید از سمت شرق افزوده خواهد شد. در امتداد این بخش، کاشت درختان توس برنامه‌ریزی شده است.